# PAE Ergotélisz
Az Ergotélisz (görögül: ΠΑΕ Διεθνής Ένωσις Εργοτέλης, magyar átírásban: PAE Diethnísz Énoszisz Ergotélisz, nemzetközi nevén: Ergotelis FC) egy görög labdarúgócsapat, székhelye Görögország legnagyobb szigetén, Krétán, Iráklio városában található.
A jelenleg a görög élvonalban szereplő csapat eddig még nem ért el kimagasló eredményt, rangosabb nemzetközi kupában nem szerepelt.
A PAE Egotélisz az Ergotélisz sportegyesület labdarúgó-szakosztálya.

## Története
Az Ergotéliszt amatőr krétai labdarúgók 1929. július 7-én alapították Iráklio városában. Regionális labdarúgó-bajnokságokban kezdte meg szereplését, valamint a görög másodosztályú küzdelmekbe is bekapcsolódott. Amikor Görögországban az amatőr és a professzionális labdarúgócsapatokat egy bajnokságba vonták, az Ergotélisz még hat évig az amatőr ligában folytatta, majd 2003-ig a harmad- illetve a negyedik vonalban játszott.
32 év után, 2003-ban szerepelt újra a másodosztályban, ahonnan azonnal a legjobbak közé jutott. Az élvonalbeli döcögős beilleszkedés kieséshez vezetett, majd az újra másodosztályú Ergotélisz megnyerte a pontvadászatot, és hullámzó teljesítményét felejtetendő a legjobb görög csapatok között ragadt.

## Játékosok

### A klub egykori magyar labdarúgói
- Posza Zsolt
- Kovács Béla